# Laideregg-Schanze
Die Laideregg-Schanze in Bischofshofen ist eine Skisprungschanze der Kategorie K 65. Auf dieser Schanze finden Veranstaltungen des FIS Cups, FIS Continental Cups (Ladies) sowie Austriacup und Landescupbewerbe statt.
Neben der Laideregg-Schanze befindet sich zur einen Seite eine Kinderschanze der Kategorie K 20. Beide Schanzen sind mit Matten belegt. Die K-40-Schanze ist außer Betrieb.
Neben der Laideregg-Schanze befindet sich auf der anderen Seite die Paul-Außerleitner-Schanze.

## Internationale Wettbewerbe
Genannt werden alle von der FIS organisierten Sprungwettbewerbe
| Datum              | Kategorie       | Schanze | 1. Platz          | 2. Platz            | 3. Platz                   |
| ------------------ | --------------- | ------- | ----------------- | ------------------- | -------------------------- |
| 13. August 2003    | FIS-Rennen      | K70     | Anette Sagen      | Henriette Smeby     | Kristin Schmidt            |
| 8. August 2004     | FIS-Rennen      | HS78    | Daniela Iraschko  | Anette Sagen        | Monika Pogladič            |
| 7. August 2005     | Continental Cup | HS78    | Line Jahr         | Anette Sagen        | Jessica Jerome             |
| 24. September 2005 | FIS-Cup         | HS78    | Wojciech Skupień  | Anže Damjan         | Christoph Strickner        |
| 25. September 2005 | FIS-Cup         | HS78    | Wojciech Skupień  | Christoph Strickner | Anže Damjan                |
| 30. Juni 2006      | FIS-Cup         | HS78    | Stefan Kaiser     | Anže Obreza         | Pawel Karelin              |
| 1. Juli 2006       | FIS-Cup         | HS78    | Stefan Kaiser     | Anže Obreza         | Petr Ermis                 |
| 15. August 2006    | Continental Cup | HS78    | Anette Sagen      | Juliane Seyfarth    | Ulrike Gräßler             |
| 28. Juli 2007      | FIS-Cup         | HS78    | Markus Eggenhofer | Stefan Thurnbichler | Gerald Wambacher           |
| 29. Juli 2007      | FIS-Cup         | HS78    | Markus Eggenhofer | Vegard Sklett       | André Wesch                |
| 18. August 2007    | Continental Cup | HS78    | Anette Sagen      | Daniela Iraschko    | Jacqueline Seifriedsberger |
| 16. August 2008    | Continental Cup | HS78    | Anette Sagen      | Izumi Yamada        | Maja Vtič                  |
| 17. August 2008    | Continental Cup | HS78    | Izumi Yamada      | Jenna Mohr          | Jacqueline Seifriedsberger |